# Daniel Sánchez
Daniel Sánchez (ur. 29 lipca 1968) – portorykański zapaśnik w stylu wolnym. Dwukrotny olimpijczyk. Zajął jedenaste miejsce w Barcelonie 1992 i szesnaste w Atlancie 1996. Startował w kategorii 90–100 kg. Czwarty na mistrzostwach panamerykańskich w 1992 roku.